# Molly Hatchet
I Molly Hatchet sono un gruppo rock formato nel 1971 a Jacksonville, Florida, USA.

## Storia del gruppo
La band Molly Hatchet si forma nel 1971 per iniziativa di due chitarristi, Dave Hlubek e Steve Holland, a cui si aggiungono successivamente Duane Roland alla chitarra, Banner Thomas al basso e nel 1975 Bruce Crump alla batteria e Danny Joe Brown alla voce.
Nel 1977 firmano il loro primo contratto discografico con la Epic e l'anno successivo pubblicano il primo album: Molly Hatchet. Il produttore è Tom Werman che in precedenza aveva già lavorato con artisti del calibro dei Cheap Trick e Ted Nugent.
In breve tempo i Molly Hatchet raggiungono una discreta fama. Flirtin' with Disaster del 1979 vende un milione e mezzo di copie. I Successivi Beatin' the Odds del 1980 e Take No Prisoners del 1981 (entrambi con il nuovo cantante Jimmy Farrar) ottengono buone posizioni nella classifica USA.
Durante gli anni ottanta vengono prodotti gli album No Guts...No Glory (con il ritorno di Danny Joe Brown alla voce e l'innesto di Riff West al basso e John Galvin alle tastiere), The Deed Is Done, Double Trouble Live e Lightning Strikes Twice che vede la sostituzione di Dave Hlubek con Bobby Ingram (già nella Danny Joe Brown Band).
Dopo sette anni di silenzio, nel 1996 Bobby Ingram dà vita ad una nuova versione della band, pubblicando l'ottimo Devil's Canyon. Durante le registrazioni dell'album il cantante Danny Joe Brown è costretto a lasciare per problemi di salute.
Il suo posto viene preso da Phil McCormack che diventa elemento stabile in tutti i successivi lavori della band, che si consolida attorno ai membri anni 80 , il chitarrista Ingram ed il tastierista Galvin, al batterista Shawn Beamer ed al bassista Tim Lindsey, veterano della scena southern (con Dave Hlubek nei Mynd Garden e nella primissima incarnazione degli Hatchet, live con Lynyrd Skynyrd e la Rossington Band).
Negli anni Duemila vengono via via a mancare tutti i membri originari dei Molly Hatchet, nonché i successori di Danny Joe Brown al microfono, Jimmy Farrar e Phil McCormack. Ciononostante Ingram, già in precedenza divenuto titolare del marchio della band, decide di proseguire l'avventura degli Hatchet assieme ai veterani Galvin e Lindsey.
Dal 2019 la band si avvale del cantante Jimmy Elkins, avvicendato poi nel 2023 con il giovanissimo Parker Lee. Con lui viene inciso il nuovo singolo "Firing Line".

## Formazione

### Formazione attuale
- Bobby Ingram - chitarra (1987-presente)
- John Galvin - tastiera, organo (1983-1990, 1995-presente)
- Tim Lindsey - basso (1971-1973, 2003-presente)
- Parker Lee - voce (2023-presente)
- Garrett Ramsden - batteria (2024-presente)

### Principali ex componenti
- Dave Hlubek - chitarra (1971–1987, 2005–2017)
- Steve Holland - chitarra (1971–1984)
- Banner Thomas - basso (1974–1981, 1993-1994)
- Duane Roland - chitarra (1976–1990)
- Bruce Crump - batteria (1976–1982, 1984–1990)
- Danny Joe Brown - voce (1976–1980, 1982–1995)
- Jimmy Farrar - voce (1980–1982)
- Riff West - basso (1981–1990)
- B. B. Borden - batteria (1982–1984)
- Mac Crawford - batteria (1990-1999)
- Bryan Bassett - chitarra (1994-2000)
- Andy McKinney  - basso (1995-2002)
- Phil McCormack - voce (1996-2019)
- Shawn Beamer - batteria (2001-2024)
- Jimmy Elkins - voce (2019-2023)

## Discografia

### Album in studio
- 1978 - Molly Hatchet
- 1979 - Flirtin' with Disaster
- 1980 - Beatin' the Odds
- 1981 - Take No Prisoners
- 1983 - No Guts...No Glory
- 1984 - The Deed Is Done
- 1989 - Lightning Strikes Twice
- 1996 - Devil's Canyon
- 1998 - Silent Reign of Heroes
- 2000 - Kingdom of XII
- 2005 - Warriors of the Rainbow Bridge
- 2010 - Justice

### Album dal vivo
- 1985 - Double Trouble Live
- 2000 - Live At The Agora Ballroom Atlanta, Georgia April 20, 1979
- 2002 - Extended Versions: The Encore Collection
- 2003 - Locked And Loaded
- 2007 - Flirtin' With Disaster Live
- 2019 - Battleground

### Raccolte e album di cover
- 1990 - Greatest Hits
- 1995 - Cut to the Bone
- 1998 - Revisited
- 1998 - Super Hits
- 2003 - The Essential Molly Hatchet
- 2003 - 25th Anniversary: Best of Re-Recorded
- 2008 - Southern Rock Masters
- 2011 - Greatest Hits II:  The South Has Risen Again
- 2012 - Regrinding the Axes
- 2020 - Jukebox Saloon